# Neale Lavis
Neale John Lavis (Murwillumbah, 11 de junio de 1930-Braidwood, 7 de octubre de 2019) fue un jinete australiano que compitió en la modalidad de concurso completo. Participó en dos Juegos Olímpicos de Verano en los años 1960 y 1964, obteniendo dos medallas en Roma 1960, oro en la prueba por equipos y plata en individual.

## Palmarés internacional
| Juegos Olímpicos | Juegos Olímpicos | Juegos Olímpicos | Juegos Olímpicos |
| Año              | Lugar            | Medalla          | Categoría        |
| ---------------- | ---------------- | ---------------- | ---------------- |
| 1960             | Roma (Italia)    | Medalla de oro   | Por equipos      |
| 1960             | Roma (Italia)    | Medalla de plata | Individual       |